# Ulrich Alder
Ueli Alder (* 9. März 1922 in Urnäsch; † 24. Juli 2014) war ein Schweizer Geigenspieler aus dem Kanton Appenzell Ausserrhoden. Der Landwirt entstammte der Musikantenfamilie Alder und erlernte das Geigenspiel in seinem neunten Altersjahr von seinem Grossvater Johannes Alder. Mit 19 Jahren begannen die ersten öffentlichen Auftritte, zusammen mit einem Hackbrettspieler. Er spielte in der dritten Generation der Original Streichmusik Alder und komponierte ungefähr 50 Musikstücke. Die Appenzeller Streichmusik wird dem traditionellen Ländler zugeordnet und wird mit Holzinstrumenten wie Geige, Hackbrett u. a. ausgeführt.